# Dème des Naupliens
Le dème des Naupliens (grec moderne : Δήμος Ναυπλιέων, Dímos Naupliéon) est un dème (municipalité) de la périphérie du Péloponnèse, dans le district régional d'Argolide, en Grèce. 
Il a été créé dans le cadre du programme Kallikratis (2010) par la fusion des anciens dèmes d'Asini, Nauplie, Nouvelle-Tirynthe et Midéa, devenus des districts municipaux.
Son siège est la localité de Nauplie.

## Subdivisions

### District municipal d'Asiné
- communauté municipale de Tolo ;
- communauté locale d'Asini ;
- communauté locale de Drépano, comprenant les localités de Drépano, de Vivári, de Kallithéa, de Marathéa et de Néa Marathéa
- communauté locale d'Iria, comprenant les localités d'Iria et de Candia ;
- communauté locale de Karnezeika.

### District municipal de Midéa
- communauté locale d'Ayia Triada
- communauté locale de Midéa

et autres 

### District municipal des Naupliens (16885 hab.)
- communauté municipale des Naupliens, comprenant Nauplie (13822 hab.) ;
- communauté locale d'Ária (1981 hab.) ;
- communauté locale de Lefkakia (731 hab.) ;
- communauté locale de Pyrgiotika (351 hab.).

### District municipal de Nouvelle-Tyrinthe (3680 hab.)
- communauté municipale de Nea Tiryntha (2055 hab.) ;
- communauté locale d'Agios Adrianos (1166 hab.) ;
- communauté locale de Neo Roeino (459 hab.).